# Застосунок

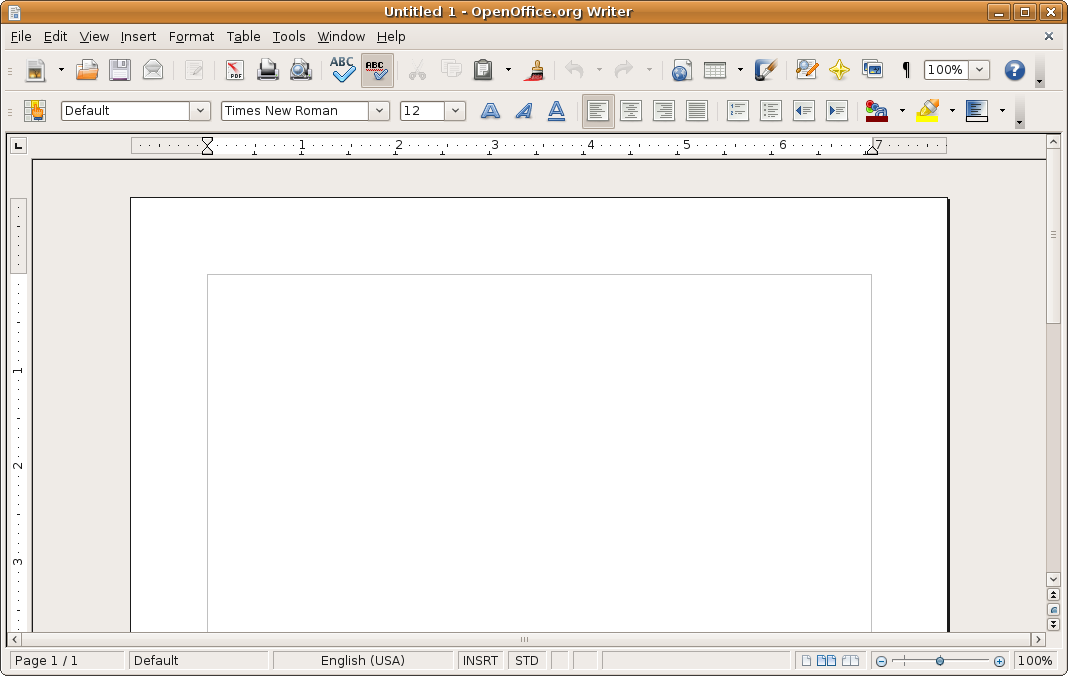
OpenOffice.org Writer

Застосу́нок, прикладна́ програ́ма, або дода́ток (англ. application, application software, app) — користувацька комп'ютерна програма, що дає змогу вирішувати конкретні прикладні задачі користувача. Поняття введене, щоб підкреслити відмінність від операційної системи, драйверів, бібліотек, системних утиліт тощо (які забезпечують функціювання власне комп'ютерної системи та підтримують її працездатність) та засобів і середовищ розробки.

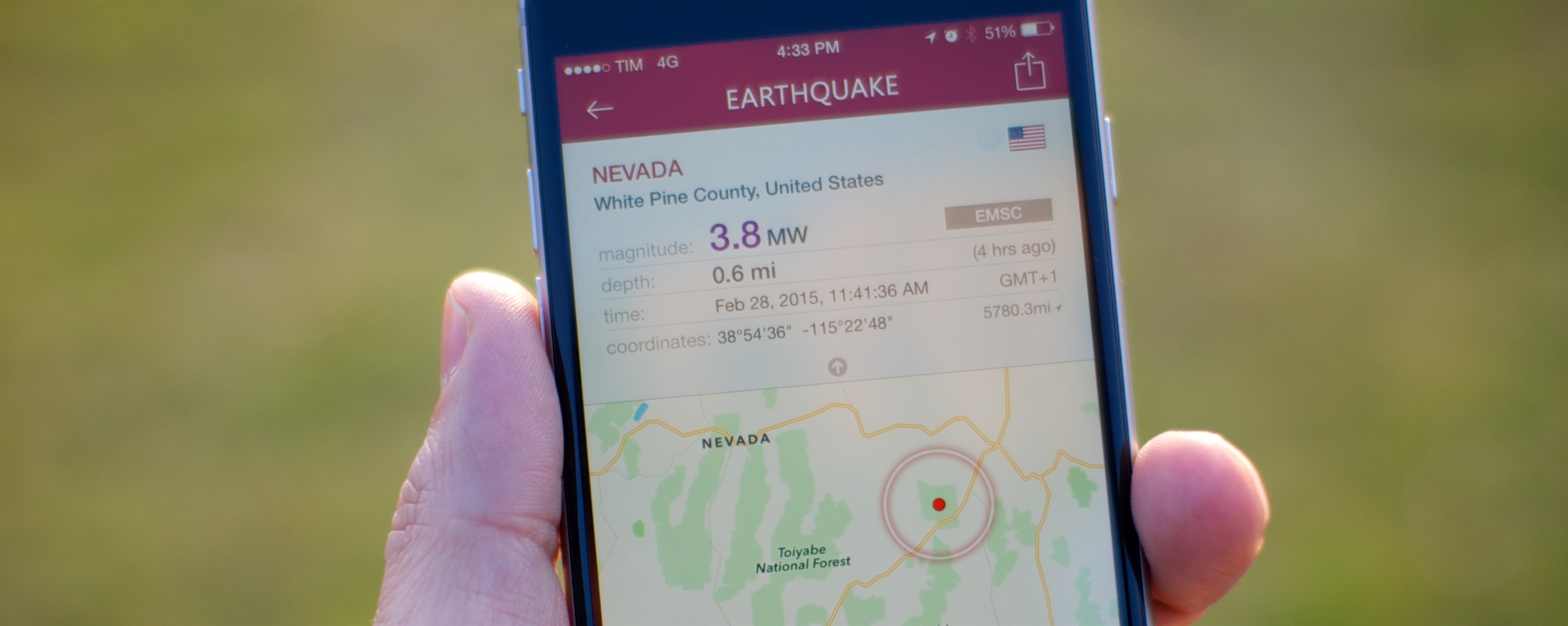
Застосунок для IOS на IPhone

## Визначення й особливості
Застосунок у своїй роботі спирається на системне програмне забезпечення і використовує (застосовує) концепції, функціональність і можливості, закладені у середовище, де він виконується: операційної системи, мов програмування, бібліотек, архітектурних шаблонів тощо.
Застосунок потребує безпосередньої взаємодії та забезпечує користувачеві розв'язання певної задачі. Цим самим поняття прикладного ПЗ є протилежним до системного та іншого допоміжного ПЗ (наприклад операційна система), котрі «лише» забезпечують можливість виконання роботи, але не приносять безпосередньої користі користувачеві.
Проте таке чітке розмежування не завжди можливе, особливо у вбудованих системах (наприклад мобільний телефон або кавоварка) де програмне та апаратне забезпечення є єдиним цілим.
Окрім того, виробники системного ПЗ нерідко вбудовують також і прикладні програми, відомим прикладом є ОС Windows, де стандартно вбудовано велику кількість застосунків. Ця практика не завжди відповідає вимогам користувачів певної системи.
Є чимало стандартизованого прикладного ПЗ, котре спрямовано на задоволення потреб якомога ширшого кола. Але значна частина прикладного ПЗ розробляється індивідуально «з нуля» або ж на основі стандартних програм для рішення вузьких завдань, наприклад: в межах однієї компанії чи галузі.

## Типи застосунків (прикладного програмного забезпечення)
- Застосунки підприємств та організацій. Наприклад, фінансове управління, система взаємовідносин зі споживачами, система постачання. До цього типу відносяться також відомче ПЗ підприємств малого бізнесу, а також окремі підрозділи великого підприємства (Керування транспортними витратами, служба IT підтримки).
- Застосунки інфраструктури підприємства. Забезпечує загальні потреби у підтримці ПЗ підприємств. Це бази даних, сервери електронної пошти, керування мережею та безпекою.
- Застосунки інформаційного робітника. Обслуговує потреби індивідуальних користувачів у створенні та керуванні інформацією. Це, як правило, керування часом, ресурсами, документацією, наприклад, текстові редактори, електронні таблиці, програми-клієнти для електронної пошти та блогів, персональні інформаційні системи та медіа редактори.
- Застосунки для доступу до змісту. Використовується для доступу до тих чи інших програм або ресурсів без їх редагування (може включати й функцію редагування). Призначено для груп та індивідуальних користувачів цифрового контенту. Це, наприклад, медіаплеєри, веббраузери, допоміжні браузери та інше.
- Освітні застосунки за змістом близько до ПЗ для медіа та розваг, але на відміну від нього має чіткі вимоги по тестуванню знань користувача та відслідковуванню прогресу у вивченні того чи іншого матеріалу. Багато освітніх програм включають функції спільного користування та багатостороннього співробітництва. Способи використання освітніх програмних засобів у навчальному процесі вивчає технопедагогіка.
- Імітаційні програми. Використовуються для симуляції фізичних або абстрактних систем у наукових, освітніх або інших цілях.
- Інструментальні застосунки у галузі медіа. Забезпечують потреби користувачів, що виробляють друковані або електронні медіаресурси для інших споживачів, на комерційних або освітніх засадах. Це програми поліграфічної обробки, верстання, обробки мультимедіа, редактори HTML, редактори цифрової анімації, цифрового звуку та інше.
- Застосунки для проєктування та конструювання. Використовуються при розробці апаратного («залізо») і програмного забезпечення. Охоплюють автоматизований дизайн (computer aided design — CAD), автоматизоване проєктування (computer aided engineering — CAE), редагування та компіляцію мов програмування, програми інтегрованих середовищ розробки (integrated development environments), інтерфейси для прикладного програмування (application programmer interfaces).

Прикладами застосунків є текстовий процесор, графічний редактор, електронні таблиці, оглядач, поштовий клієнт або медіаплеєр. Іноді застосовується більш вільно для позначення будь-якої програми, включаючи користувацькі і системні. В інших контекстах може означати діловий офісний пакет, відділяючи тим самим такий тип програм від ігор та службових програм.

## Термін в українській мові
В українській комп'ютерній термінології слово «застосунок» не зустрічалося до 2006 року, а словосполучення «application», «application program» традиційно перекладалося як «прикладна програма», або ж використовувалось слово «додаток». Слово «застосунок» у сенсі «прикладна програма» вперше використаний компанією Майкрософт для перекладу слова «application» в операційній системі Microsoft Windows Vista. Також термін «застосунок» використовується в українській локалізації Microsoft Windows 7. 
Складність з пошуком терміна і появою неологізму полягала в неможливості використати запозичення з англійської мови, оскільки термін аплікація вже був запозиченим і мав інше значення. 
Термін застосунок вперше був опублікований у книзі лексикографічної серії СловоСвіт "Англійсько-український глосарій виробів Microsoft: громадська редакція /за ред. Б. Рицара. — Львів: ЕКОінформ, 2006. — 208 с. 
Термін «застосунок» використовується в документації українських компаній, зокрема він вживається в інструкціях компанії Київстар (пор. Інструкція до телефону Київстар Aero, Розділ «Доступ до застосунків».)